# Семинар TEJO
Семина́р TEJO — семинар, проводимый Всемирной молодёжной организацией эсперантистов, на котором обсуждаются актуальные темы. Рабочим языком является эсперанто. 
Иногда семинары проводятся  также с участием не связанной с эсперанто-движением организацией. Тогда они становятся двуязычными с использованием обычно английского языка как дополнительного.
Благодаря семинарам TEJO было создано ряд эффективных проектов:
- Lernu! — главный обучающий эсперанто портал в интернете.
- Lingva Prismo — сайт о языковом разнообразии, который представляет различные языки и алфавиты используемые в мире.
- Interkulturo — проект культурного обмена между группами, разбросанными по всему миру.

| Дата                       | Место           | Тема |
| -------------------------- | --------------- | --- |
| 30 октября – 3 ноября 1992 | Турин           | Что вне экономики — возможные альтернативные измерения в человеческих отношениях                              |
| 30 апреля – 4 апреля 1993  | Пула            | Средиземное море: конфликт или объединение?                                                                   |
| 1 – 8 мая 1994             | Страсбург       | Через границы Европы — европейский вклад в сегодняшний мир                                                    |
| 29 октября – 4 ноября 1994 | Кутна-Гора      | Европа регионов / Региональное сотрудничество в Европе — двигатель для европейского интеграционного процесса? |
| 29 апреля – 7 мая 1995     | Будапешт        | Меньшинства Европы                                                                                            |
| 16 – 23 марта 1996         | Бохербой        | Легко шагать по земле                                                                                         |
| 26 октября – 2 ноября 1996 | Люблин          | Молодёжь без границ — деятельность для международного пониманя                                                |
| 27 апреля – 4 мая 1997     | Будапешт        | Информирование                                                                                                |
| 4 – 11 октября 1997        | Ла-Шо-де-Фон    | Воспитание к миру                                                                                             |
| 25 апреля – 2 мая 1998     | Витория-Гастейс | Права человека под гнётом                                                                                     |
| 11 – 18 октября 1998       | Будапешт        | Языковые права — Языковая политика                                                                            |
| 25 апреля – 2 мая 1999     | Турин           | Местные культуры в глобальном мире                                                                            |
| 24 – 31 октября 1999       | Страсбург       | Интернационализм и нацизм — конфликтные или взаимодополняемые идеи?                                           |
| 1 – 8 сентября 2000        | Варна           | Балканская молодёжная деятельность для культуры мира                                                          |
| 25 марта – 1 апреля 2001   | Будапешт        | Языковая радуга — мост к культурным сокровищам                                                                |
| 10 – 17 марта 2002         | Литва           | Активное Гражданство                                                                                          |
| 28 апреля – 5 мая 2002     | Югославия       | Эсперанто@Интернет — общение в сети                                                                           |
| 6 – 13 октября 2002        | Страсбург       | Права человека под ежедневным обследованием                                                                   |
| 3 – 10 октября 2004        | Страсбург       | Планирование проектов                                                                                         |
| 28 октября – 3 ноября 2006 | Брюссель        | Сообщать языковые права в интегрированной Европе.                                                             |